# Ambelófyto (Messénie)
Ambelófyto, en grec moderne : Αμπελόφυτο, est un village du dème de Pylos-Nestor, district régional de Messénie, en Grèce.
Selon le recensement de 2011, la population du village compte 263 habitants.